# Forshmak
Forshmak (sv: försmack, ty:vorsmach), är en finländsk stuvning på salt sill och får- eller lammkött, som också förekommer i Sverige och Ryssland. Den sägs ha ingått i marskalk Mannerheims favoritkosthåll.